# Saison 4 de Flashpoint
Chronologie
Saison 3 Saison 5
Cet article présente le guide des épisodes de la quatrième saison de la série télévisée Flashpoint.

## Distribution

### Acteurs principaux
- Hugh Dillon (VF : Philippe Vincent) : Edward « Ed » Lane
- Amy Jo Johnson (VF : Annabelle Roux) : Juliana « Jules » Callaghan
- Enrico Colantoni (VF : Guillaume Lebon) : Gregory « Greg » Parker
- David Paetkau (VF : Pascal Nowak) : Sam Braddock

### Acteurs récurrents
- Michael Cram (VF : Eric Aubrahn) : Kevin « Wordy » Wordsworth
- Sergio Di Zio (VF : Alexandre Gillet) : Michelangelo « Spike » Scarlatti
- Tattiawna Jones : Winnie Camden
- Janaya Stephens : Sophie Lane
- Tyler Stentiford : Clarke Lane
- Clé Bennett : Rafik « Raf » Rousseau

## Épisodes

### Épisode 1:Un homme traqué
- Canada /  États-Unis : 8 juillet 2011 sur CTV / CBS
- France : 4 janvier 2014 sur TV Breizh
- Québec : 14 septembre 2014 sur V

- Canada : 1,369 million de téléspectateurs[1]
- États-Unis : 6,37 millions de téléspectateurs[2]

- Jessica Steen (Donna Sabine)
- Ashleigh Rains (Shel)
- Philip Akin (Commander Holleran)
- Stewart Arnott (Sophie's Doctor)
- Nathalie Toriel (Nurse Heather)
- Sabryn Rock (Sophie's Nurse)
- Victor Garber (Dr Toth)
- Nick Baillie (Ed's Doctor)
- Lucy Filippone (Michelina)
- Ian Lake (Medic)
- Louis Di Bianco (Dominic)
- Dalal Badr (Dr Quadir)
- Christopher Bolton (Sedan Guy)
- Rachel Skarsten (Natalie)
- MJ Colburn (Meg Keefler)
- Ma-Anne Dionisio (Ed Nurse #2)
- Scott Cavalheiro (Private Jordan)

### Épisode 2:Un bon flic
- Canada /  États-Unis : 15 juillet 2011 sur CTV / CBS
- France : 5 janvier 2014 sur TV Breizh
- Québec : 21 septembre 2014 sur V

- Canada : 1,537 million de téléspectateurs[3]
- États-Unis : 6,13 millions de téléspectateurs[4]

- Julian D. Christopher (Jean Paul Buteau)
- Ashley Brown (Luc)
- Djennie LaGuerre (Regine Buteau)
- Brandon McGibbon (Yosh)
- Eve Harlow (Skinny Youth/Pippi)
- Kathy Maloney (Journalist)
- Luc Forgeron (Protestor)
- John Bourgeois (Sgt. Blount)
- Max Martini (Greeley)
- Janick Hebert (Maddy)

### Épisode 3:Braquages en direct
- Canada /  États-Unis : 22 juillet 2011 sur CTV / CBS
- France : 11 janvier 2014 sur TV Breizh
- Québec : 28 septembre 2014 sur V

- Canada : 1,508 million de téléspectateurs[5]
- États-Unis : 6,34 millions de téléspectateurs[6]

- Rachel Skarsten (Natalie)
- Mark Wilson (Gilbride)
- Brett Dier (Jaime Dee)
- Alex Hanson (Shaggy Kid)
- Dalmar Abuzeid (Spencer)
- Kyle Saunders (Second Kid)
- Paul Miller (Abbot)
- Ryan Wong (Third Kid)
- Dwayne Adams (Manager)
- Catherine Bruhier (Kirstin)
- Owen Roth (Kyle)
- Costa Tovarnisky (Kohl)
- Rob Stewart (Cunningham)
- Allison Wilson-Forbes (Donlands)
- Holly Deveaux (Dana)
- Jacob Cartright (Skateboarder)
- Jake Michaels (Tall Uni)
- Shannon Perreault (Cunningham's Wife)
- Eric Craig (Young Uni)
- Vanessa Coelho (Cunningham's Daughter)
- Fiona Byrne (Maria Alverez)

### Épisode 4:Alerte enlèvement
- Canada /  États-Unis : 29 juillet 2011 sur CTV / CBS
- France : 12 janvier 2014 sur TV Breizh
- Québec : 5 octobre 2014 sur V

- Canada : 1,43 million de téléspectateurs[7]
- États-Unis : 6,8 millions de téléspectateurs[8]

- Jordy Benattar (Jess Fuller)
- Paul Essiembre (John Fuller)
- Cynthia Preston (Sue Fuller)
- Adrian Falconer (Suited Man)
- Daniel Fathers (Tyler Hewitt)
- Bernadette Couture (Uniform Two)
- Jason Jazrawy (Vasquez)
- Linda Thorson (Elaine Stearns)
- Mairtin O'Carrigan (Elderly Neighbor)
- Asha Bromfield (Girl Two)
- Brad Austin (Uniform)
- Zoi Samonas (Girl One)

### Épisode 5:Dérapage
- Canada /  États-Unis : 5 août 2011 sur CTV / CBS
- France : 18 janvier 2014 sur TV Breizh
- Québec : 12 octobre 2014 sur V

- Canada : 1,254 million de téléspectateurs[9]
- États-Unis : 6,33 millions de téléspectateurs[10]

- Ashleigh Rains (Shelley W)
- Shanly Trinidad (Leila Dillon)
- Lucy Ellis (Lilly W)
- Sean Baek (Ricky Chom)
- Matthew Bennett (Naismith)
- Ian Matthews (Detective)
- Ian Alden (Hudson)
- Kevin Dennis (Royce)

### Épisode 6:Un jour dans une vie
- Canada /  États-Unis : 12 août 2011 sur CTV / CBS
- France : 19 janvier 2014 sur TV Breizh
- Québec : 19 octobre 2014 sur V

- Canada : 1,406 million de téléspectateurs[11]
- États-Unis : 6,18 millions de téléspectateurs[12]

- Bill MacDonald (Inspector Stainton)
- Shamus Fynes (Bartender)
- Rachel Skarsten (Natalie)
- Sabrina Grdevich (Freya)
- Gregory DaSilva (Club Owner)
- Darren Klimek (Phil)
- Tony Nardi (Cary)
- Marc Bendavid (Josh)
- James Coholan (Youth # 1)
- Brendan Gall (Oliver)
- Mitchell Knox (Youth # 2)
- Lesley Faulkner (Rose)
- Carleigh Beverley (Asta)
- Sonya Salomaa (Marina)

### Épisode 7:Onde de choc
- Canada /  États-Unis : 19 août 2011 sur CTV / CBS
- France : 25 janvier 2014 sur TV Breizh
- Québec : 26 octobre 2014 sur V

- Canada : 1,313 million de téléspectateurs[13]
- États-Unis : 5,85 millions de téléspectateurs[14]

- Steve Boyle (Steve the Paramedic)
- Tim Campbell (Dave)
- Lucy Fillippone (Michelina)
- Jason Michaels (Ken)
- Louis Di Bianco (Dominic)
- Rogue Johnston (Eric)
- Ben Ratner (Tony/Kanisky)
- Jeff Christensen (Fire Chief)
- Peter Van Wart (Miller)
- John Boylan (en) (Lucas Braft)
- Jennifer Kydd (Rania)
- Shannon Barnett (Barb Lewis)
- Dayle McLeod (Claire)
- Mark Ellis (Possible Bomber)

### Épisode 8:Question de courage
- Canada : 19 septembre 2011 sur CTV
- États-Unis : 18 octobre 2011 sur Ion Television
- France : 22 février 2014 sur TV Breizh
- Québec : 30 novembre 2014 sur V

- Canada : 1,536 million de téléspectateurs[15]
- États-Unis : 1,3 million de téléspectateurs[16]

- Melanie Scrofano (Holly McCord)
- Joanne Boland (Sandra Moore)

### Épisode 9:Le prix des affaires
- Canada : 27 septembre 2011 sur CTV
- États-Unis : 13 décembre 2011 sur Ion Television
- France : 26 janvier 2014 sur TV Breizh
- Québec : 2 novembre 2014 sur V

- Canada : 1,349 million de téléspectateurs[17]

- Luke Bilyk (Joe Stanick)
- Tom Stevens (Ryan Bell)

### Épisode 10:Quitte ou double
- Canada : 4 octobre 2011 sur CTV
- États-Unis : 25 octobre 2011 sur Ion Television
- France : 1er février 2014 sur TV Breizh
- Québec : 9 novembre 2014 sur V

- Canada : 1,309 million de téléspectateurs[18]

### Épisode 11:Représailles
- Canada : 11 octobre 2011 sur CTV
- États-Unis : 1er novembre 2011 sur Ion Television
- France : 8 février 2014 sur TV Breizh
- Québec : 16 novembre 2014 sur V

- Canada : 1,263 million de téléspectateurs[19]

- Camille Sullivan (Robyn Engels)

### Épisode 12:Détournement
- Canada : 1er novembre 2011 sur CTV
- États-Unis : 8 novembre 2011 sur Ion Television
- France : 15 février 2014 sur TV Breizh
- Québec : 23 novembre 2014 sur V

- Canada : 1,293 million de téléspectateurs[20]

### Épisode 13:Résistance
- Canada : 8 novembre 2011 sur CTV
- États-Unis : 22 novembre 2011 sur Ion Television
- France : 1er mars 2014 sur TV Breizh
- Québec : 7 décembre 2014 sur V

- Canada : 1,215 million de téléspectateurs[21]

### Épisode 14:Ambition contrariée
- Canada : 15 novembre 2011 sur CTV
- États-Unis : 29 novembre 2011 sur Ion Television
- France : 15 mars 2014 sur TV Breizh
- Québec : 1er février 2015 sur V

- Canada : 1,191 million de téléspectateurs[22]

- Aaron Douglas (Gill Collins)

### Épisode 15:Contre son camp
- Canada : 22 novembre 2011 sur CTV
- États-Unis : 6 décembre 2011 sur Ion Television
- France : 22 mars 2014 sur TV Breizh
- Québec : 8 février 2015 sur V

- Canada : 1,229 million de téléspectateurs[23]

- Michael Shanks (David Fleming)

### Épisode 16:Parole libérée
- Canada : 28 novembre 2011 sur CTV
- États-Unis : 10 janvier 2012 sur Ion Television
- France : 8 mars 2014 sur TV Breizh
- Québec : 25 janvier 2015 sur V

- Canada : 1,452 million de téléspectateurs[24]

- Rossif Sutherland (Charlie)

### Épisode 17:Contamination
- Canada : 6 décembre 2011 sur CTV
- États-Unis : 17 janvier 2012 sur Ion Television
- France : 29 mars 2014 sur TV Breizh
- Québec : 15 février 2015 sur V

- Canada : 1,317 million de téléspectateurs[25]

- Victor Garber (Dr Toth)

Un homme armé débarque dans un laboratoire traitant les virus dangereux pour en faire notamment des vaccins. L’équipe craint un dispersement volontaire d'un virus non traité dans le but de créer une pandémie. 

### Épisode 18:Le Poids des années
- Canada : 13 décembre 2011 sur CTV
- États-Unis : 24 janvier 2012 sur Ion Television
- France : 5 avril 2014 sur TV Breizh
- Québec : 22 février 2015 sur V

- Canada : 1,208 million de téléspectateurs[26]

- Dylan Neal (Fire Captain Simon Griggs)